# نورمن کریستی
نورمن کریستی (انگلیسی: Norman Christie؛ زادهٔ ۲۴ نوامبر ۱۹۱۳) بازیکن فوتبال اهل بریتانیا است.
از باشگاه‌هایی که در آن بازی کرده‌است می‌توان به باشگاه فوتبال هادرزفیلد تاون، باشگاه فوتبال بلکبرن روورز، و باشگاه فوتبال بیشاپ اوکلند اشاره کرد.